# راي لامبرت
راي لامبرت (بالإنجليزية: Ray Lambert)‏ (18 يوليو 1922 في المملكة المتحدة - 22 أكتوبر 2009) هو لاعب كرة قدم بريطاني (وحمل سابقاً جنسية المملكة المتحدة لبريطانيا العظمى وأيرلندا) في مركز الدفاع. شارك مع منتخب ويلز لكرة القدم. أما مع النوادي، فقد لعب مع نادي ليفربول.

## وصلات خارجية
- راي لامبرت على موقع قاعدة بيانات كرة القدم.إي يو (الإنجليزية)